# Osvobodilna Fronta

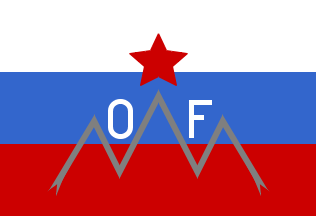
Fahne der Befreiungsfront (OF). Die Zickzacklinie stellt den Berg Triglav dar, den höchsten Berg Sloweniens und des damaligen Jugoslawiens.

Die Osvobodilna Fronta Slovenskega naroda OFSN (slowenisch für Befreiungsfront der slowenischen Nation; kurz Osvobodilna Fronta OF) war eine slowenische politische Organisation, die nach dem Balkanfeldzug im Zweiten Weltkrieg von 1941 bis 1945 den Widerstand gegen den Nationalsozialismus im slowenischen Teil des durch die Achsenmächte besetzten Königreichs Jugoslawien organisierte.

## Geschichte

### Gründung
Die OF wurde wahrscheinlich am 26. April 1941 in der Wohnung des Literaturkritikers Josip Vidmar in Ljubljana gegründet und hieß bis zum deutschen Überfall auf die Sowjetunion am 22. Juni 1941 Antiimperialistische Front (slowenisch Protiimperialistična fronta, kurz PIF). Die Gründungsmitglieder waren die Kommunistische Partei Sloweniens, die Slowenischen Christlichen Sozialisten, die slowenische Sportvereinigung Sokol (Falke) und eine Gruppe Kulturschaffender. Es gibt kein Protokoll von der Gründungssitzung, so dass das Datum mündlich weitergegeben wurde. So wurde nach Kriegsende der 27. April als offizielles Gründungsdatum der OF festgelegt, obwohl nach Erinnerungen Beteiligter mit größerer Wahrscheinlichkeit der 26. April das tatsächliche Gründungsdatum war.

### Ziele
Die OF erklärte als ihre Ziele die Befreiung vom Faschismus, die Vereinigung aller Slowenen – gemeint waren auch die slowenischen Volksgruppen in Österreich (Steirische Slowenen, Kärntner Slowenen), Italien (zu dem damals bedeutende Gebiete mit slowenischer Bevölkerung gehörten, Istrien, Triest und Görz) und Ungarn – innerhalb Jugoslawiens und die Errichtung einer gerechteren Gesellschaft, als sie im Königreich Jugoslawien gewesen war.

### Partisanenarmee der OF
Die OF stellte eine Partisanenarmee auf, die gemeinsam mit den Titopartisanen, ab 1942 auch mit alliierter Unterstützung einen Krieg gegen die Besatzer und deren Unterstützer vor Ort führte. Den Partisanen der OF schlossen sich auch ehemalige Kämpfer des TIGR im damals italienischen Julisch Venetien sowie Partisanen im österreichischen Kärnten an. In Kärnten waren die unter der Führung lokaler Kommunisten stehenden OF-Verbände, die nördlich der Drau insbesondere auf der Saualpe operierten, mit im August 1944 etwa 700 Kämpfern die wichtigste bewaffnete Widerstandsorganisation gegen die deutschen Besatzungstruppen.

### Politische Aktivitäten
Im September 1941 erklärte sich die OF zum Slowenischen nationalen Befreiungskomitee, dem höchsten politischen Organ des neuen Sloweniens. In befreiten Gebieten stellte die OF Befreiungskomitees auf, die u. a. Schulwesen, Kulturwesen, Gesundheitsversorgung und Versorgung der Partisanen organisierten. Am 28. Februar 1943 veröffentlichten die Gründungsmitglieder die „Dolomiten-Erklärung“ (Dolomitska izjava), mit der die Kommunistische Partei als führende Kraft festgelegt wurde und in deren Folge die anderen Parteien bedeutungslos wurden.
An der Gründung des Antifaschistischen Rats der Nationalen Befreiung Jugoslawiens (AVNOJ) am 26. November 1942 im bosnischen Bihać konnten keine Vertreter der OF teilnehmen, sondern erst während der zweiten AVNOJ-Tagung vom 21. bis 29. November 1943 in Jajce, als auch die so genannten „AVNOJ-Beschlüsse“ getroffen wurden.

### Versammlung von Kočevje
Nach der Kapitulation Italiens am 8. September 1943 war die Gemeinde Kočevje ein Teil des von Partisanen befreiten Gebietes, das zu diesem Zeitpunkt, als die Wehrmacht nur Ljubljana und die Bahnverbindung nach Triest hielt, etwa die Hälfte Sloweniens umfasste. Vom 1. Oktober bis zum 3. Oktober 1943 fand hier die „Versammlung von Kočevje“ (Zbor odposlancev slovenskega naroda / Versammlung der Delegierten der slowenischen Nation) statt, in der 572 Delegierte und 78 andere Teilnehmer den Anschluss von Primorska (Küstenland) an Slowenien beschlossen und eine Delegation für die zweite AVNOJ-Tagung benannten. Weiterhin wurden Wahlen für eine Versammlung von Volksvertretern abgehalten, die wiederum ein neues 120-köpfiges oberstes Plenum und ein 10-köpfiges Exekutivkomitee der OF wählten. Letzteres diente auch als das Slowenische nationale Befreiungskomitee. Im Februar 1944 wurde in Črnomelj als Legislative der Slowenische Nationale Befreiungsrat einberufen. Am 5. Mai 1945 benannte dieser Rat in Ajdovščina die neue slowenische Regierung, die am 10. Mai 1945 nach Ljubljana verlegt wurde.

### Feiertag
Das offizielle Gründungsdatum der OF, der 27. April, ist bis heute in Slowenien ein Feiertag und wird als „Tag des Aufstands gegen den Besatzer“ (Dan upora proti okupatorju) gefeiert. In Jugoslawien hieß er „Tag der Befreiungsfront“ (Dan osvobodilne fronte).